# Strumigenys faurei
Strumigenys faurei är en myrart som beskrevs av Arnold 1948. Strumigenys faurei ingår i släktet Strumigenys och familjen myror. Inga underarter finns listade i Catalogue of Life.